# 409
Évszázadok: 4. század – 5. század – 6. század
Évtizedek: 350-es évek – 360-as évek – 370-es évek – 380-as évek – 390-es évek – 400-as évek – 410-es évek – 420-as évek – 430-as évek – 440-es évek – 450-es évek
Évek: 404 – 405 – 406 – 407 –  408 – 409 – 410 – 411 – 412 – 413 – 414

## Események

### Nyugat- és Keletrómai Birodalom
- Honorius és III. Constantinus (nyugaton), valamint II. Theodosius (keleten)császárokat választják consulnak.
- A lázadó III. Constantinus követeket küld Ravennába Honoriushoz, aki – miután hadserege gyakorlatilag szétszéledt és a vizigótok akadálytalanul fosztogatják Itáliát – békét köt Constantinusszal, elfogadja őt társuralkodójának és közösen viselnek consuli hivatalt.
- Gabinius Barbarus Pompeianust, Róma prefektusát a vizigót ostromzár miatti élelmiszerhiánytól feldühödött tömeg meglincseli.
- A Galliát dúló vandálok, alánok és szvébek átvonulnak Hispániába.[1]
- III. Constantinus Honorius hozzájárulása nélkül császári (augustus) rangra emeli fiát, II. Constanst. Hispániai hadvezére, Gerontius fellázad és Maximust (aki talán rokona volt) kiáltja ki császárrá. Constantinus Constanst küldi ellene, de a lázadók a barbárokkal szövetkezve sikeresen védekeznek.
- Honorius minisztere 6 ezer dalmát katonát küld Róma megsegítésére, de Alarik vizigótjai csapdába csalják és lemészárolják őket. Alarik azt követeli Honoriustól, hogy nevezze ki seregei fővezéréve, de a császár ezt visszautasítja. Alarik erre ostromzár alá veszi Rómát és az egyik szenátort, Priscus Attalust kiáltja ki császárrá. Ravenna alá vonul, de Honorius (aki nemrég kapott erősítést keletről) nem fogadja el a követeléseit.
- Heraclianus, Africa kormányzója nem hajlandó gabonát szállítani Pricus Attalusnak és Róma népe éhezni kezd.
- Armorica (a mai Bretagne) lakói fellázadnak: elűzik a tehetetlen római hivatalnokokat és maguk szervezik meg városaik védelmét.

### Kína
- Északi Vej császára, Tao Vu bebörtönzi és kivégzéssel fenyegeti ágyasát, Holant, de egyik éjszaka közös 15 éves fiuk, Toupa Sao meggyilkolja a császárt. A testőrség megöli a fiút és anyját, a trónt pedig egy másik fiú, Toupa Si foglalja el, aki a Mingjüan uralkodói nevet veszi fel.
- Murong Csao, Déli Jen királya fosztogató portyákat indít a Csin-dinasztia területére, állítólag azért hogy az ott ejtett foglyokból muzsikusokat neveljen az udvara számára. Csin ellentámadásba lendül, Lincsü városa mellett súlyos vereséget már rá, majd ostrom alá veszi a fővárosát.

## Születések
- Oszlopos Szent Dániel, Keresztény szent

## Halálozások
- Flavius Mallius Theodorus, római politikus
- Serena, Stilicho felesége
- Tao Vu, Északi Vej császára

## Fordítás
- Ez a szócikk részben vagy egészben  a(z)   409 című angol Wikipédia-szócikk ezen változatának fordításán alapul.  Az eredeti cikk szerkesztőit annak laptörténete sorolja fel. Ez a jelzés csupán a megfogalmazás eredetét és a szerzői jogokat jelzi, nem szolgál a cikkben szereplő információk forrásmegjelöléseként.